# An Cơ
An Cơ là một xã thuộc huyện Châu Thành, tỉnh Tây Ninh, Việt Nam.

## Địa lý
Xã An Cơ nằm ở phía đông bắc huyện Châu Thành, có vị trí địa lý:
- Phía đông giáp xã Đồng Khởi
- Phía tây giáp xã Phước Vinh và sông Vịnh
- Phía nam giáp xã Hảo Đước
- Phía bắc giáp huyện Tân Biên.

Xã An Cơ có diện tích 36,72 km², dân số năm 2019 là 9.437 người, mật độ dân số đạt 257 người/km².

## Hành chính
Xã An Cơ được chia thành 4 ấp: Vịnh, An Lộc, Sa Nghe, An Thọ.